# Падерборн (район)
Падерборн (нем. Paderborn) — район в Германии. Центр района — город Падерборн. Район входит в землю Северный Рейн-Вестфалия. Подчинён административному округу Детмольд. Занимает площадь 1246 км². Население — 299,2 тыс. чел. (2010). Плотность населения — 240 человек/км².
Официальный код района — 05 7 74.
Район подразделяется на 10 общин.

## Города и общины
1. Падерборн (145 356)
2. Дельбрюк (30 073)
3. Зальцкоттен (24 917)
4. Бюрен (21 553)
5. Хёфельхоф (16 022)
6. Бад-Липшпринге (15 206)
7. Борхен (13 484)
8. Бад-Вюнненберг (12 292)
9. Лихтенау (10 972)
10. Альтенбекен (9290)

(30 июня 2010)